# 国鉄ED46形電気機関車
ED46形は、1959年（昭和34年）に日本国有鉄道（国鉄）が製造した試作交流直流両用電気機関車である。後にED92形に改称された。

## 製造の背景
常磐線の取手駅以北を交流電化する際に、取手駅 - 藤代駅間にデッドセクション（無電区間）を設けた上で交直両用車を投入し、走行中に交流と直流を切り換える「車上切換方式」とすることが決定した。これを行うには直流1,500 V区間と交流50 Hz・20,000 V区間の両方を走行できる電気機関車を必要としたことから、日本初の交流直流両用電気機関車として開発されたのが本形式である。
1959年（昭和34年）に日立製作所で1両（ED46 1）が製造された。

## 構造

### 台車・機器
機器構造はおおむね直流用電気機関車をベースとし、交流50 Hz区間に対応するために必要な整流器や主変圧器を付加した構造となっている。整流器は風冷式エキサイトロン（励弧極付き水銀整流器）としている。国鉄で水銀整流器を採用した交直流電気機関車は本形式が最初で最後となった。
変圧整流機器の搭載は重量増、ひいては軸重（車輪1軸あたりの荷重）の増加につながる。そこで本形式では、台車1つにつき装備するモーターは700 kWの大出力のもの1個だけとし、継手により1個のモーターで台車の2組の車輪を駆動する1台車1モーター方式とした。なお通常の電気機関車では1個のモーターを車軸と平行に配し、1軸2輪の車輪を駆動する方式で、1台車に2個のモーターが装備される。1台車1モーター方式の採用等の軽量化により、軸重を交流電気機関車と同等の16 tまで抑えた。
1時間定格出力は1,400 kWで、交流区間・直流区間ともに同一出力である。
また本形式は試作機ではあるが、旅客用として設計されたため、電気暖房装置を設置した。これも交流直流いずれの区間においても使用できるもので、交流区間内では主変圧器の4次巻線、直流区間ではエキサイトロンの制御点弧を利用したインバータにより客車に電力を供給する。

### 車体
デッキがなく、車体側面から運転室に出入りする方式の車体である。前面は非貫通構造で、前面窓は側面まで回り込んだパノラミックウインドウである。この前面窓形状は、後に製造されたEF60形、EF70形などの非貫通形電気機関車にも踏襲された。スカートは全体が車体より一段凹んでいるという、他の電気機関車にはみられない本形式特有の形状となっている。また、ワイパー作動装置が窓の下にある下付き式となっている。国鉄電機では空気圧式ワイパーを上付き式に装備していたが、作動部内の空気圧が減少すると、振動によりワイパーが垂れ下がり、機関士（JR化後、JR旅客会社では機関車運転士）から運転の際の視界の妨げになると訴えられていた。しかし、下付き式ワイパーの採用は本機の量産形式であるEF80形には継承されず、国鉄の電気機関車で下付き式ワイパーを採用した量産形式はEF66形のみとなった。
側面の通気口と窓はどちらも車体上部寄りに配されている。
なお、本形式の塗装色は一般的に赤13号（ローズピンク）とされることが多いが、製造直後の時点ではより派手なピンク色に塗装されていたともいわれている。このピンク色の真偽や色合いについては当時のカラー写真でも変色・光線状態等により定かではない。

## 運用
新製配置は宇都宮区で東北本線黒磯周辺で交直流切り替えテストを行い、その後田端区に転属し、常磐線での試験運転後、常磐線取手 - 水戸間の交流電化に伴い、上野・田端 - 水戸間の旅客列車において使用された。量産機は動軸6軸のEF80形となり、本形式は試作機1両が製造されたのみで量産されることなく終わった。
1961年（昭和36年）には形式称号の変更でED92形（ED92 1）となり、のちに中央鉄道学園の教習車となった後 、1975年（昭和50年）に廃車解体され、現存しない。

## 主要諸元
- 全長：14,500 mm
- 全幅：2,900 mm
- 全高：4,215 mm
- 重量：64.0 t
- 電気方式：直流1,500 V・交流20,000 V (50 Hz)
- 軸配置：B - B
- 主電動機：MT913
- 歯車比：1:3.95
- 台車形式：DT112
- 1時間定格出力：1,400 kW
- 1時間定格引張力：8,500 kgf (83.36 kN)
- 最高運転速度：100 km/h
- 動力伝達方式：歯車1段減速、カルダン駆動方式
- 制御方式：非重連・抵抗制御、2段組み合わせ制御、弱め界磁制御
- 制御装置：電磁空気単位スイッチ式
- ブレーキ方式：EL14空気ブレーキ